# 无锡南山慈善家园
31°33′31″N 120°22′12″E / 31.55849°N 120.36987°E

无锡南山慈善家园

无锡南山慈善家园，是中华人民共和国江苏省无锡市新吴区的一个公立慈善场所。

## 沿革
2011年1月，慈善家园奠基仪式举行。2013年，无锡市慈善总会拨付慈善资金5000万元，资助创建无锡市区重度残疾人、失能老人解决特殊需求的慈善场所；中心有床位500张。12月31日，南山慈善家园竣工揭牌。中共无锡市委书记黄莉新、市长朱克江、慈善总会会长洪锦炘等出席仪式。